# Плоскоголовая чёрная кошачья акула
Плоскоголовая чёрная кошачья акула Apristurus platyrhynchus — один из видов рода чёрных кошачьих акул (Apristurus), семейство кошачьих акул (Scyliorhinidae).

## Ареал
Это малоизученный глубоководный вид, обитающий на континентальных склонах в индо-западной части Тихого океана от Малайзии и Борнео на север до залива Саруга (Япония), у берегов Брунея, Китая, Калимантана, Японии и Филиппин. Держится на глубине около 759 м.

## Описание
Накайя и Сато в 1999 году разделили род Apristurus на три группы: longicephalus (2 вида), brunneus (20 видов) и spongiceps (10 видов). Плоскоголовая чёрная кошачья акула принадлежит к группе brunneus, для представителей которой характерны следующие черты: короткая, широкая морда, от 13 до 22 спиральных кишечных клапанов, верхняя губная борозда значительно длиннее нижней; прерывистый надглазничный сенсорный канал. Окрас чёрный, коричневый или серый, плавники без окантовки.

## Биология
Максимальный зафиксированный размер 80 см. Половая зрелость наступает при длине 60 см. У плоскоголовой чёрной кошачьей акулы короткий живот — расстояние между грудными и брюшными плавниками составляет менее 3/5 длины основания анального плавника. Первый спинной плавник меньше второго. Анальный плавник невысокий и длинный. Рацион состоит из ракообразных, кальмаров и маленьких рыб. Размножается, откладывая яйца, заключенные в твёрдую капсулу. Волокнистая капсула тонкая, цилиндрической формы, лишена отростков и нитей. Отсутствие нитей может говорить о том, что самки вынашивают яйца внутри своего тела.

## Взаимодействие с человеком
Изредка попадает в качестве прилова в глубоководные сети. Данных для оценки состояния сохранности вида недостаточно.